# Afrikanska mästerskapet i fotboll för damer 2006
Afrikanska mästerskapet i fotboll för damer 2006 var först tänkt att spelas i Gabon, men på grund av "organisatoriska skäl " avsade sig Gabon värdskapet. Nigeria tog d över, värdskapet av finalturneringen mellan 28 oktober och 11 november 2006, och vann turneringen genom att slå Ghana med 1–0 i finalen. Sydafrikas Portia Modise utsågs till "Mästerskapets spelare".

## Kvalspel
Åtta lag vidare till huvudturneringen i Nigeria, och lagen spelade en utslagsturnering till bara åtta lag fanns kvar.

### Inledande omgång
Vinnare i fet stil, direktkvalificerade för första omgången.
| Lag 1                 | Totalt | Lag 2                        | Match 1 | Match 2 |
| --------------------- | ------ | ---------------------------- | ------- | ------- |
| Benin                 | 1–0    | Malawi                       | 1–0     | 0–0     |
| Senegal               | 4–0    | Centralafrikanska republiken | 4–0     | n/a1    |
| Moçambique            | 9–0    | Namibia                      | 9–0     | n/a2    |
| São Tomé och Príncipe | 0–9    | Togo                         | 0–3     | 0–6     |
| Lesotho               | n/a    | Djibouti                     | n/p     | n/p     |
| Botswana              | n/a    | Zambia                       | n/p     | n/p     |
| Swaziland             | n/a    | Libyen                       | n/p     | n/p     |

- 1 Centralafrikanska republiken diskvalificerades inför andra omgången.
- 2 Namibia drog sig ur inför andra omgången.

### Första omgången
Vinnare i fet still vidare till andra omgången. Matcherna spelades 11–12 mars 2006 (första omgången), och 25–26 mars 2006 (andra omgången).
| Lag 1             | Totalt                                 | Lag 2            | Match 1 | Match 2 |
| ----------------- | -------------------------------------- | ---------------- | ------- | ------- |
| Marocko           | 1–6                                    | Mali             | 0–2     | 1–4     |
| Benin             | 2–2 (4–3 straffsparksläggningstraffar) | Elfenbenskusten  | 1–1     | 1–1     |
| Angola            | 4–5                                    | Ekvatorialguinea | 3–2     | 1–3     |
| Sydafrika         | 12–3                                   | Moçambique       | 6–2     | 6–1     |
| Kenya             | 8–0                                    | Djibouti         | 8–0     | n/a1    |
| Kongo-Brazzaville | 12–1                                   | Togo             | 9–0     | 3–1     |
| Kongo-Kinshasa    | 6–2                                    | Zambia           | 3–0     | 3–2     |
| Senegal           | 12–1                                   | Guinea           | 7–0     | 5–1     |
| Egypten           | n/a                                    | Eritrea          | n/a     | n/a     |
| Algeriet          | n/a                                    | Libyen           | n/a     | n/a     |
| Uganda            | n/a                                    | Tanzania         | n/a     | n/a     |
| Etiopien          | n/a                                    | Zimbabwe         | n/a     | n/a     |

- 1 Spelades over bara en omgång, i Kenya
- 2 Eritrea, Libyen och Uganda drog sig ur, Egypten, Algeriet och Tanzania vidare på walk over.

### Andra omgången
Matcherna spelades 23 juli och 6 augusti 2006. Vinnarna vidare till slutturneringen i Nigeria 28 oktober-11 november 2006.
| Lag 1          | Totalt | Lag 2             | Match 1 | Match 2 |
| -------------- | ------ | ----------------- | ------- | ------- |
| Algeriet       | 4–0    | Egypten           | 1–0     | 3–0     |
| Mali           | 4–1    | Benin             | 3–1     | 1–0     |
| Nigeria        | n/a    | Ekvatorialguinea  | n/a     | n/a     |
| Sydafrika      | 7–0    | Tanzania          | 3–0     | 4–0     |
| Kamerun        | 9–0    | Kenya             | 4–0     | 5–0     |
| Ghana          | n/a    | Kongo-Brazzaville | n/a     | n/a     |
| Kongo-Kinshasa | 3–2    | Senegal           | 3–0     | 0–2     |

Då Nigeria utsågs till nytt värdland fick Nigeria automatiskt en friplats. Även deras motståndare Ekvatorialguinera fick en friplats till turneringen.
Då Kongo inte dök upp för första matchen mot Ghana förklarades Ghana som vinnare. CAF planerade först att flytta matchen men ändrade sig.
 Gabon drog sig ur på grund av ekonomiska problem.

## Huvudturneringen
Finaler i Warri at Warri Township Stadium. Två grupper, A och B, med semifinaler och finaler.

### Grupp A
Ekvatorialguinea anlände till Murtala Mohammed Airport i ett privat chartrat flygplan, som inte fick tillstånd att landa. Spelarna tilläts inte stiga av förrän tre timmar senare, och trots försök av arrangörerna att förbättra situationen såg det ut som om Ekvatorialguineas spelare skulle resa hem, misnöjda med behandlingen vid flygplatsen officials. Dock dök man upp i tid till första matchen.
| Lag              | Poäng | Spelade | Vinster | Oavgjorda | Förluster | Gjorda mål | Insläppta mål |
| ---------------- | ----- | ------- | ------- | --------- | --------- | ---------- | ------------- |
| Nigeria          | 9     | 3       | 3       | 0         | 0         | 12         | 2             |
| Sydafrika        | 6     | 3       | 2       | 0         | 1         | 6          | 2             |
| Ekvatorialguinea | 1     | 3       | 0       | 1         | 2         | 5          | 9             |
| Algeriet         | 1     | 3       | 0       | 1         | 2         | 3          | 13            |

|  | 28 oktober 2006 | Sydafrika                                 | 4–0   | Algeriet | Warri Township Stadium |  |
|  |                 | Phewa 1', 35' Nompumelolo 38' Solomon 90' | (BBC) |          |                        |  |
|  |                 |                                           |       |          |                        |  |
|  |                 |                                           |       |          |                        |  |

|  | 28 oktober 2006 | Nigeria                          | 4 – 2  | Ekvatorialguinea              | Oleh |  |
|  |                 | Uwak 4′ 9′ Nkwocha 34′ Ajayi 89′ | Report | Chinasa Okoro 16′ Essiane 22′ |      |  |
|  |                 |                                  |        |                               |      |  |
|  |                 |                                  |        |                               |      |  |

|  | 31 oktober 2006 | Algeriet | 0–6   | Nigeria                                               | Warri Township Stadium |  |
|  |                 |          | (BBC) | Ajayi 8' Nkwocha 20', 90'+ Madu 35' Ekpo 56' Uwak 89' |                        |  |
|  |                 |          |       |                                                       |                        |  |
|  |                 |          |       |                                                       |                        |  |

|  | 31 oktober 2006 | Ekvatorialguinea | 0 – 2  | Sydafrika             | Oleh |  |
|  |                 |                  | Report | Nkosi 63′ Solomon 75′ |      |  |
|  |                 |                  |        |                       |      |  |
|  |                 |                  |        |                       |      |  |

|  | 3 november 2006 | Ekvatorialguinea           | 3 – 3  | Algeriet                    | Oghara Township Stadium |  |
|  |                 | Anonman 2′ Essiane 72′ 78′ | Report | Boumrar 35′ Bouhani 56′ 76′ |                         |  |
|  |                 |                            |        |                             |                         |  |
|  |                 |                            |        |                             |                         |  |

|  | 3 november 2006 | Nigeria      | 2–0   | Sydafrika | Oleh |  |
|  |                 | Uwak 4', 43' | (BBC) |           |      |  |
|  |                 |              |       |           |      |  |
|  |                 |              |       |           |      |  |

### Grupp B
| Lag            | Poäng | Spelade | Vinster | Oavgjorda | Förluster | Gjorda mål | Insläppta mål |
| -------------- | ----- | ------- | ------- | --------- | --------- | ---------- | ------------- |
| Ghana          | 9     | 3       | 3       | 0         | 0         | 6          | 2             |
| Kamerun        | 4     | 3       | 1       | 1         | 1         | 4          | 3             |
| Mali           | 3     | 3       | 1       | 0         | 2         | 3          | 5             |
| Kongo-Kinshasa | 1     | 3       | 0       | 1         | 2         | 4          | 7             |

|  | 29 oktober 2006 | Mali | 0–1   | Ghana        | Oghara |  |
|  |                 |      | (BBC) | Rumanatu 56' |        |  |
|  |                 |      |       |              |        |  |
|  |                 |      |       |              |        |  |

|  | 29 oktober 2006 | Kamerun           | 1–1   | Kongo-Kinshasa | Ughelli |  |
|  |                 | Ngono 1' (10 sec) | (BBC) | Milandu 57'    |         |  |
|  |                 |                   |       |                |         |  |
|  |                 |                   |       |                |         |  |

|  | 1 november 2006 | Ghana       | 2–1   | Kamerun       | Ughelli |  |
|  |                 | Aminkwa 28' | (BBC) | Francoise 53' |         |  |
|  |                 |             |       |               |         |  |
|  |                 |             |       |               |         |  |

|  | 1 november 2006 | Mali                        | 3–2   | Kongo-Kinshasa      | Oghara |  |
|  |                 | Doumbia 36' Diarra 69', 90' | (BBC) | Zuma 28' Mafuta 85' |        |  |
|  |                 |                             |       |                     |        |  |
|  |                 |                             |       |                     |        |  |

|  | 4 november 2006 | Kongo-Kinshasa | 1–3   | Ghana                     | Ughelli |  |
|  |                 | Vumongo 51'    | (BBC) | Amankwa 22', 32' Okoe 84' |         |  |
|  |                 |                |       |                           |         |  |
|  |                 |                |       |                           |         |  |

|  | 4 november 2006 | Kamerun             | 2–0   | Mali | Warri Township Stadium |  |
|  |                 | Bekombo 42' Ngo 74' | (BBC) |      |                        |  |
|  |                 |                     |       |      |                        |  |
|  |                 |                     |       |      |                        |  |

### Semifinaler
|  | 7 november 2006 | Nigeria                                  | 5–0    | Kamerun | Warri Township Stadium |  |
|  |                 | Uwak 33' Nkwocha 45', 47'?, 54' Ekpo 61' | Report |         |                        |  |
|  |                 |                                          |        |         |                        |  |
|  |                 |                                          |        |         |                        |  |

|  | 7 november 2006 | Ghana          | 1–0    | Sydafrika | Oghara |  |
|  |                 | Okoe 88' (pen) | Report |           |        |  |
|  |                 |                |        |           |        |  |
|  |                 |                |        |           |        |  |

### Match om tredje pris
|  | 10 november 2006 | Kamerun                    | 2–2 4–5 straffar | Sydafrika               | Oleh |  |
|  |                  | Bella 48' (pen), Ngono 81' | Report           | Modise 4', Makhanya 61' |      |  |
|  |                  |                            |                  |                         |      |  |
|  |                  |                            |                  |                         |      |  |

### Final match
|  | 11 november 2006 | Nigeria     | 1–0    | Ghana | Warri Township Stadium |  |
|  |                  | Nkwocha 13' | Report |       |                        |  |
|  |                  |             |        |       |                        |  |
|  |                  |             |        |       |                        |  |

25 000 personer kom och tittade, och BBC beskrev matchen som en "dyster sammandrabbning". Båda lagen kvalificerade sig för VM 2007.